# Ordem da Instrução Pública

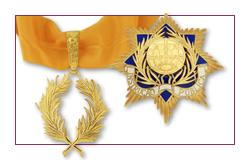
Großoffizier

Der Ordem da Instrução Pública – auf Deutsch etwa „Orden für öffentliche Bildung“ – wurde am 30. Januar 1919 durch den portugiesischen Staatspräsidenten João do Canto e Castro gestiftet und wird an In- und Ausländer sowie an Institutionen verliehen, die sich Verdienste auf dem Gebiet der Bildung erworben haben.

## Ordensklassen
Der Orden besteht aus fünf Klassen
- Großkreuz (Grã-Cruz)
- Großoffizier (Grande-Oficial)
- Kommandeur (Comendador)
- Offizier (Oficial)
- Verdienstmedaille (Medalha)

## Ordensdekoration
Das Ordenszeichen ist vergoldet und zeigt in hochovaler Form zwei Palmenzweige. Es ist vom Aussehen mit dem französischen Ordre des Palmes Académiques vergleichbar.

## Trageweise
Das Großkreuz wird an einer Schärpe von der rechten Schulter zur linken Hüfte getragen. Großoffizier und Kommandeur dekorieren die Auszeichnung als Halsorden. Die ersten drei Klassen tragen zusätzlich einen achtstrahligen vergoldeten Bruststern. Der Bruststern für Kommandeure ist versilbert. Offiziere tragen die Auszeichnung am Band mit einer Rosette auf der linken Brustseite.
Das Ordensband ist gelb.

## Bekannte Träger (Auswahl)
| Großkreuz - Wilhelm Faupel 1941 - Otto Meissner 1940 - Bernardo Rust 1940 - Albert Speer 1942 |